# Sentenças de Sexto
Sentenças de Sexto é um texto helenístico pitagórico que era muito popular entre os cristãos. Embora conhecido de outras cópias, uma tradução copta parcial aparece num dos códices do texto apócrifo descoberto na Biblioteca de Nag Hammadi (Códice XII).

## Conteúdo
Jogue fora qualquer parte do corpo

que possa impedi-lo de viver em abstinência.

Pois é melhor viver em abstinência sem esta parte

do que destrutivamente com ela.

Sextus, Sentenças 13

Podemos ver que pessoas cortam fora

e jogam longe quaisquer partes de si

com o objetivo de manter o resto do corpo saudável;

quão melhor é isto por causa da abstinência?

Sextus, Sentenças 273

Citados por Orígenes em Comentário

sobre o Evangelho de Mateus

O texto é um dos chamados "Evangelhos de Provérbios", que são puramente coleções de adágios (frases), sem relação entre elas. Por isso, é muito similar com o Evangelho de Filipe e o Evangelho de Tomé. Contudo, ao contrário deles, a sabedoria não vem de Jesus e sim de um homem chamado Sexto (ou Sextus), que parece ter sido um pitagórico. A primeira menção ao texto foi feita por Orígenes na metade do século III em seu livro "Contra Celso". Orígenes cita Sexto no seu "Comentário sobre o Evangelho de Mateus" quando discorre a respeito de Mateus 19:12 sobre a auto-castração, um hábito comum no cristianismo primitivo.
Algumas das 104 sentenças sobreviventes. Outras sobreviveram apenas como citações em outras obras (como as de Orígenes, sobre castração):

- A alma é iluminada pela lembrança da divindade (24)
- Aguente o que é necessário, pois é necessário (29)
- Não fique ansioso em agradar a multidão (34)
- Não estime nada muito precioso, pois um homem mau poderá tirá-lo de você (38)
- A mentira é como veneno (47)
- Nada é tão peculiar à sabedoria como a verdade (48)
- Deseje ser capaz de beneficiar seus inimigos (55)
- Um intelecto sábio é o espelho de Deus (104)

## Autor

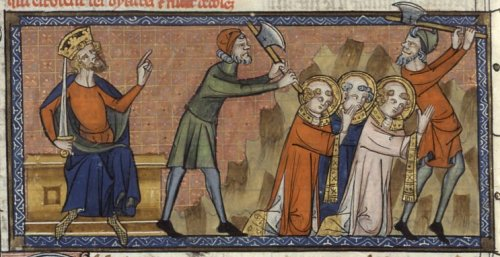
Martírio do Papa Sisto II, um dos propostos autores de Sentenças

Um possível autor das "Sentenças" é Quintus Sextius, um filósofo romano que combinou estoicismo com pitagorismo e que viveu no século I a.C.. Quando Rufino de Aquileia traduziu as "Sentenças" para o latim (c. 400 d.C.), o trabalho já tinha sido atribuído ao papa Sisto II, uma das figuras mais veneradas da época. É improvável que ele tenha sido o autor do texto, em parte por ele não ter sido pitagórico. Este tipo de atribuição à figuras importantes, frequente nos apócrifos, era geralmente uma tentativa de dar-lhes mais respaldo.